# حرامزاده زیبا
حرامزاده زیبا یک رمان رمانتیک و شهوانی از کریستینا هابز و لارن بیلینگز تحت تخلص منفرد کریستینا لارن می‌باشد . این کتاب در اصل به عنوان فن فیکشن گرگ و میش به صورت آنلاین با نام دفتر منتشر شد.
در ادامه این داستان، دو کتاب دیگر با نام‌های غریبه زیبا و بازیکن زیبا به علاوه سه رمان کوتاه با نام‌های هرزه زیبا، بمب زیبا و شروع زیبا منتشر شد.

## طرح
داستان دربارهٔ کلوئه میلز است، یک کارآموز کوشا و دانشجوی مدیریت بازرگانی که تحت دستور رئیس سلطه گر ولی جذاب خود، بنت رایان کار می‌کند. این دو مدام باهم اختلاف دارند و بینشان یک رابطه متشنج است که در اولین دیدارشان شروع شد. بنت به کلوئه جذب می‌شود ولی نسبت به او سرد رفتار می‌کند. یک شب بنت، کلوئه را نگه می‌دارد تا دربارهٔ موضوع کاری با او صحبت کند. این گفت و گئ سریع تبدیل به یک رویارویی جنسی می‌شود. اگرچه هر دو قسم می خورند که رابطه جنسیشان هرگز به جایی نرسد، بنت و کلوئه مدام به هم برمی خورند. کلوئه دربارهٔ ذات رابطه‌شان نگران است و می‌ترسد که اگر رابطه جنسیش با بنت به بیرون درز کند، مسیر شغلیش به خطر بیفتد. در همین زمان، بنت نسبت به کلوئه حساس تر می‌شود. نهایتاً پدر کلوئه بیمار می‌شود و او برای مراقبل از پدرش، کارش را رها می‌کند. این باعث می‌شود بنت به عمق احساساتش به کلوئه پی ببرد و بفهمد نمی‌تواند بدون او باشد. وقتی کلوئه برمی گردد تا با بنت به همایشی در سیاتل بروند، این دو به عشقبازی سوزان خود ادامه می‌دهند. آنجا بنت بخاطر مسومیت غذایی در هتل می‌ماند و کلوئه برای رویارویی با یک موکل مهم می‌رود و موفق می‌شود. درهرحال، بنت ازقصد از موفقیت کلوئه استفاده می‌کند و این کار، قلب کلوئه را می‌شکند. او رابطه اش را با بنت تمام می‌کند و از شرکتش خارج می‌شود. این کار، بنت را نابود می‌کند. کلوئه سعی می‌کند در سازمانی دیگر شغلی برای پروژه دانشجویی خودش پیدا کند ولی موقع ورود به سازمان دیگر با بنت رو به می شوپ

## رشد و توسعه
در اصل هابز در سال ۲۰۰۹ روی این داستان با نام دفتر شروع به کار کرد. دفتر در فضای آنلاین بازخوردهای خوبی داشت ولی هابز آن حذف کرد زیرا حس می‌کرد محبوبیت داستان "کمی فشارآور" بود. در سال ۲۰۱۰، هابز همراه با بیلینگز شروع به نوشتن کرد و بعد از محبوبیت زیاد پنجاه سایه گری، تصمیم گرفت که داستانش را بازسازی کند و با نام حرامزاده زیبا چاپ کند. هابز و بیلینگز بیان کرده‌اند که به طرز وسیعی مسیر داستان دفتر را بازسازی کرده‌اند و ادعا می‌کنند که تنها ۲۰ درصد از کتاب اصلی در حرامزاده زیبا باقی‌مانده است.

## اقتباس فیلمی
در ۱۱ فوریه ۲۰۱۳، اعلام شد که کونستانتین فیلم، حقوق تبدیل حرامزاده زیبا به یک فیلم را کسب کرده‌است. تأیید شده‌است که جرمی بولت تهیه‌کننده این فیلم است. استفانی ساندیتز توسط کونستانتین فیلم استخدام شد تا فیلم نامه اقتباسی از حرامزاده زیبا را بنویسد.

## بازخورد
رمانتیک تایمز در بخش مروری بر کتاب‌ها، به حرامزاده زیبا سه ستاره اعطا کرد و گفت "درحالیکه کتاب پر از سکس های سوزان و تنش آتشین بین بنت و کلوئه است"، نظرات متناوب "ثابت می کند این بخش ها بیشتر از عمق دادن به داستان برای حواس پرتی هستند" و اینکه "سطح نفرت این زوج از یکدیگر در بیشتر داستان، باور کردن تصمیم فوری آخر داستان را سخت می کند." 